# Alexandre Serebriakoff
Pour les articles homonymes, voir Serebriakov.
Alexandre Borissovitch Serebriakoff est un artiste peintre, aquarelliste et décorateur français d'origine russe, né le 7 septembre 1907 à Koursk et mort dans le 14e arrondissement de Paris le 10 janvier 1995. Exilé en France après la Révolution russe, il a pratiqué la rare spécialité du portrait d'intérieur, laissant un témoignage minutieux des décors et fêtes de la haute société française. Il a souvent signé ses œuvres avec sa sœur, Catherine Serebriakoff.

## Biographie
Alexandre Serebriakoff naît dans une famille d'artistes. Sa mère, Zinaïda Serebriakova, est la première femme russe à être reconnue comme un peintre important. Elle est apparentée aux Benois, dynastie d'artistes russes émigrée de France au XVIIIe siècle. L'arrière-grand-père d'Alexandre est l'architecte Nicolas Benois, son grand-oncle est le peintre, décorateur et scénographe Alexandre Benois, fondateur du Mir Iskousstva et ami de Serge de Diaghilev. Son grand-père Eugène est sculpteur. L'un de ses oncles, Eugène Lanceray, est sculpteur, peintre et graphiste, l'autre, Nicolas Lanceray, un architecte reconnu.
Alexandre Serebriakoff a sept ans lorsqu'éclate la révolution d'Octobre. Tous les biens familiaux sont alors confisqués, notamment la propriété de Neskoutchnoïe (en français, "Sans Souci") où il est né. Son père, Boris, est emprisonné par les bolchéviques : il meurt en 1919 d'un typhus contracté durant son incarcération. Sa mère emmène ses enfants à Petrograd pour essayer de survivre, mais, devant les difficultés, se résout à émigrer seule à Paris en 1924. Alexandre et sa sœur Catherine la rejoindront peu après. C'est là qu'Alexandre commence une carrière de décorateur d'intérieur. Il séjourne à Camaret-sur-Mer et à Concarneau, en compagnie de sa famille, pendant plusieurs étés les années suivantes.
Alexandre Serebriakoff est enterré avec sa mère, Zinaïda Serebriakova, au cimetière russe de Sainte-Geneviève-des-Bois.

## Les clients
Il travaille pour des commanditaires de la haute société parisienne ou londonienne, dont il représente les lieux de vie, hôtels particuliers et châteaux : entre autres, M. et Mme Arturo Lopez-Willshaw, le duc et la duchesse de Windsor, le baron Alexis_de_Redé, Charles de Beistegui, les Rothschild, les Schneider, M. et Mme Ronald Tree à Ditchley.

## Fêtes et décors
Il intervient dans la décoration et exécute notamment une série de dessins du Bal oriental donné par le baron Alexis de Redé, le 5 décembre 1969 en l'hôtel Lambert, à Paris.

## Œuvres
La liste ci-après est très incomplète :
- Camaret-sur-Mer (gouache, 1925, collection fondation Sérébriakoff, Paris)
- Les sardiniers à Camaret (gouache, 1927, collection fondation Sérébriakoff, Paris)
- Buvette à Camaret (gouache, 1927, collection fondation Sérébriakoff, Paris)
- Louvre et jardin de Tuilerie (Étude pour le film Pas sur la bouche, 1932)
- Avenue de l'étoile (Étude pour le film Barnabé, 1935)